# Jeudi meurtrier
 (novembre 2023).
Si vous disposez d'ouvrages ou d'articles de référence ou si vous connaissez des sites web de qualité traitant du thème abordé ici, merci de compléter l'article en donnant les références utiles à sa vérifiabilité et en les liant à la section « Notes et références ».
Jeudi meurtrier (titre original : Sir Thursday) est le quatrième tome de la série littéraire australienne Les Sept Clefs du pouvoir, écrite par Garth Nix. L'action se déroule sur la Terre, au Bas-Palais et dans le Grand Labyrinthe.

## Résumé du roman
Lorsqu'Arthur, accompagné de Lilas, commence à prendre le chemin de sa maison, le Lieutenant Gardien lui apprend qu’une créature appelée l’Écorché a pris sa place et qu’il ne peut plus rentrer chez lui. Il[Qui ?] demande alors à Lilas de combattre l’Écorché pour qu’il puisse récupérer sa place. En rentrant au Bas-Palais, Arthur reçoit un message lui apprenant qu’il est convoqué dans la Glorieuse Armée de la Grande Architecte dirigée par le Sieur Jeudi. Il va apprendre à devenir soldat et va se rendre dans la demeure de Jeudi. Pour essayer de contrer l’évasion de Néo-Rien, il va récupérer la Clef Quatrième et essayer de négocier avec le Joueur de Flûte, chef de l’armée des Néo-Rien.